# Chewlucanus hirasawai
Chewlucanus hirasawai es una especie de coleóptero de la familia Lucanidae.

## Distribución geográfica
Habita en Borneo.